# Empire du Milieu
“中或”（中国）

中国/中國

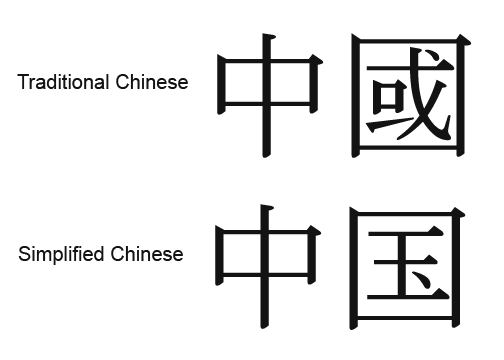
中國 (chinois traditionnel) et 中国 (chinois simplifié).

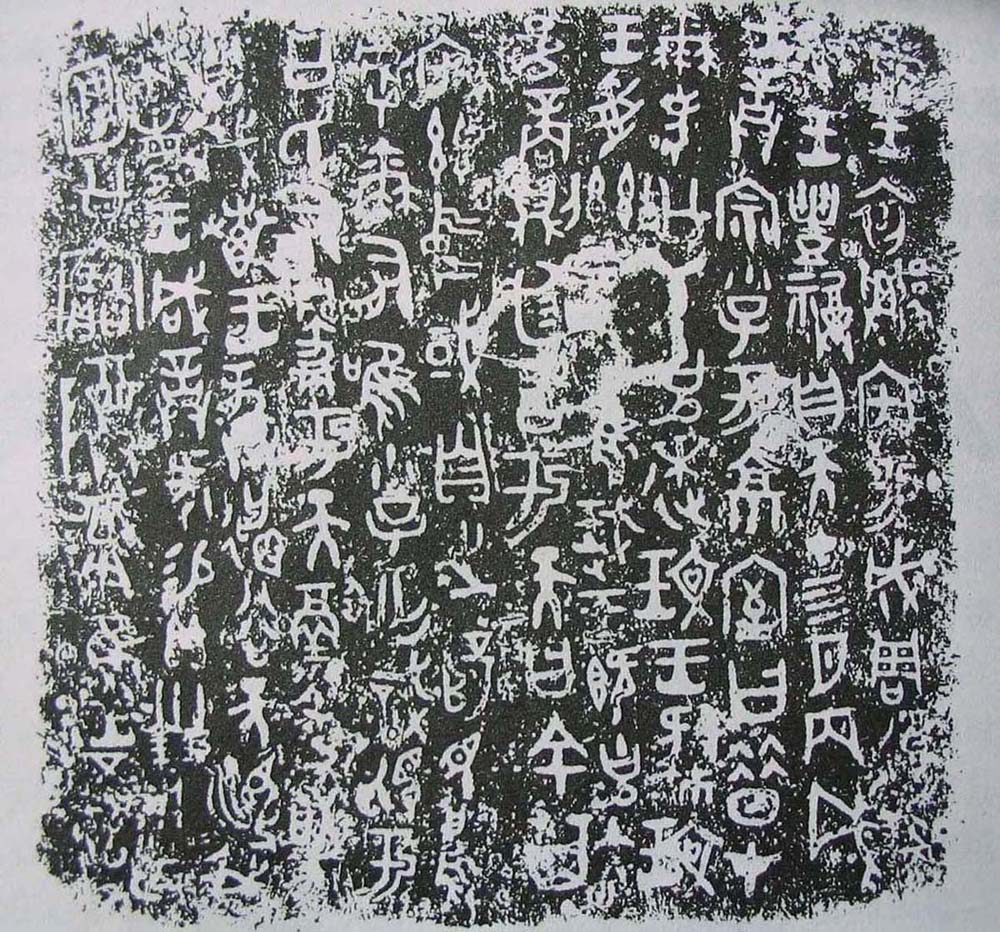
Artéfact, dans son ensemble, dont un extrait est grossi ci-dessus.

L’expression « empire du Milieu » est une expression française utilisée pour désigner la Chine, provenant du chinois (chinois traditionnel : 中國 ; chinois simplifié 中国 ; pinyin : Zhōngguó), signifiant « pays du Milieu ». 
« 中 » (Zhōng) désigne le centre, l'axe, le milieu, l'intermédiaire, et représente une ligne traversant un carré en son milieu. Le caractère « 國 » (Guó) en graphie traditionnelle représente un territoire « 口 » défendu par un mur « 一 » et des armes « 戈 ». Ce terme a eu à l’origine un nombre de sens plus restreint, et s’est élargi ultérieurement pour désigner l’ensemble du territoire chinois.
« 国 » (Guó) désigne le pays, la nation, et représente la pièce de jade brisée (symbole de pouvoir délégué et de souveraineté, le sceau partagé entre le vassal et le suzerain) entouré de frontières (donc : les terres).
La première occurrence de l'expression « pays du milieu » (中国) en chinois apparaît lors des traités entre les Anglais et l'Empereur Xianfeng à la suite des guerres de l'opium. Auparavant, le terme utilisé en chinois pour désigner « la Chine » était le nom de la dynastie en place (par exemple la dernière dynastie parlait de « la Chine » en « la dynastie Qing » (Qing chao 清朝)),.
De nos jours, si l'expression « empire du Milieu » est intégrée à la langue française, elle pose un problème quant au sens derrière les termes. En effet, d'une part, elle ne reflète pas une traduction fidèle de « pays du milieu » (中国) créé pour désigner une nation et d'autre part, elle oblitère le fait que la Chine n'est plus un empire depuis 1912.